# Cordial (bebida)
Cordial Bechefovka es un nombre de la bebida alcohólica producida por la compañía Karlovarská Becherovka, a.s. en la ciudad de Karlovy Vary, República Checa. Cordial está basado en Becherovka, pero tiene menos de alcohol y más de azúcar, especialmente miel. Se produce desde el año 2008 como el sucesor del liquor Cordial Medoc,